# Teriomima zuluana
Teriomima zuluana är en fjärilsart som beskrevs av Van Son 1949. Teriomima zuluana ingår i släktet Teriomima och familjen juvelvingar. Inga underarter finns listade i Catalogue of Life.